# Minamoto no Shigeyuki

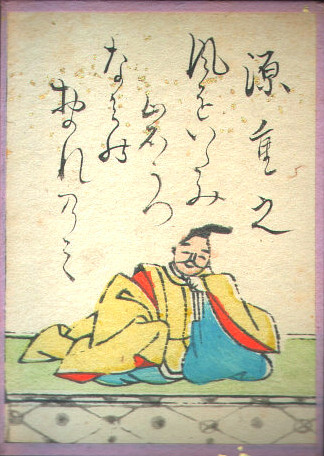
Minamoto no Shigeyuki, trong tập Ogura Hyakunin Isshu.

Minamoto no Shigeyuki (Nhật: 源 重之 (Nguyên, Trọng Chi) Hepburn: ? - 1000) là nhà thơ quý tộc vào đầu thời kỳ Heian, Ông là một trong Ba mươi sáu ca tiên và một trong những bài thơ của ông nằm trong tập thơ nổi tiếng Ogura Hyakunin Isshu. Các bài thơ còn lại của ông nằm trong tập thơ mang tên Shigeyukishū (重之集).

## Tiểu sử
Minamoto no Shigeyuki thuộc dòng dõi Thiên Hoàng Seiwa. Làm quan ở nhiều nơi hẻo lánh xa kinh đô, để lại dấu chân từ Mutsu ở Đông Bắc cho đến đảo Kyushu ở phía Nam, sau mất ở Mutsu.

## Thơ của Minamoto no Shigeyuki
Đây là bài thơ số 48 trong tập Ogura Hyakunin Isshu do Fujiwara no Teika biên tập. 
| Nguyên văn:                                                  | Phiên âm:                                                                 | Dịch thơ: | Diễn ý: |
| ------------------------------------------------------------ | ------------------------------------------------------------------------- | --- | --- |
| 風をいたみ 岩うつ波の おのれのみ くだけてものを 思ふころかな | Kaze wo itami Iwa utsu nami no Onore nomi Kudakete mono wo Omou koro kana | Sóng đánh vào ghềnh đá, Vỡ nát dưới cuồng phong. Tim ta tan bọt sóng, Người như đá lạnh lùng. (ngũ ngôn) Sóng đánh, đá cứ trơ ra Người sao hờ hững, mình ta nát lòng. (lục bát) | Vì gió mạnh cho nên, Ngọn sóng đập vào bờ đá vỡ tan tành. Mà đá kia không hề lay chuyển. Trong khi người ấy vẫn lạnh lùng, Chỉ có mình ta buồn vì trái tim tan nát. |

### Xuất xứ
Shika Wakashū ( Từ Hoa Tập), thơ luyến ái phần thượng, bài 311.

### Hoàn cảnh sáng tác
Lời thuyết minh trong Shika Wakashū cho biết bài này nằm trong só 100 bài dâng lên Reizei-in ( Thái Thượng Hoàng Lãnh Tuyền, 950-1011) hồi ngài vừa được tấn phong Đông Cung Thái Tử.

### Đề tài
Mối tình bất hạnh của mình làm cho cõi lòng tan nát như sóng đánh vào bờ đá.
Bài thơ này sử dụng nhiều kỹ xảo từ jo-kotoba (với hai câu đầu), qua kake-kotoba (chữ kudake nghĩa là “vỡ thành từng mảnh nhỏ” có thể dùng cho ngọn sóng lẫn dùng cho người), đến engo (giữa nami và kudake) nên tỏ ra quá dụng công đối với một bài thơ tình đáng lẽ ra phải trực tiếp và thanh thoát.
Tác giả ví thái độ của người mình yêu cứng rắn như ghềnh đá và ái tình của mình mạnh mẽ như ngọn sóng nhưng sóng va vào đá thì tất vỡ tan thôi. Bà Shirasu Masako cho rằng bài này nếu thật là của Shigeyuki thì nó chắc đã lấy cảm hứng từ một honka (thơ mẫu) của Ise no Go với nội dung không khác bao nhiêu.

## Đường dẫn ngoài
- McMillan, Peter. Năm 2010 (Bản in đầu, Năm 2008). Một Trăm Nhà Thơ, Mỗi Vị Một Thơ. New York: Nhà xuất bản Đại Học Columbia. (tiếng Anh)
- Suzuki Hideo, Yamaguchi Shin'ichi, Yoda Yasushi. Năm 2009 (Bản in đầu, Năm 1997). Genshoku: Ogura Hyakunin Isshu. Tokyo: Bun'eidō. (tiếng Nhật)
- Một trăm bài thơ Nhật Bản cổ (Hyakunin-isshu), biên dịch bởi William N. Porter, 1909, tại trang sacred-texts.com (tiếng Anh)
- Ogura Hyakunin Isshu, biên dịch bởi chimviet.free.fr Lưu trữ ngày 22 tháng 12 năm 2016 tại Wayback Machine